# Château d'Ornans
Le château d'Ornans est un château fort du Moyen Âge dont les vestiges se dressent sur la commune d'Ornans, dans le département du Doubs et la région Bourgogne-Franche-Comté.

## Situation
Le château s'élevait à l'extrémité d'une avancée rocheuse qui domine la vallée de la Loue de plus de 130 m. Ainsi protégé par les parois calcaires abruptes sur trois côtés, seul son côté nord était équipé d'un système de défense constitué d'une courtine flanquée de deux tours rondes et d'un fossé rectiligne large de 15 m débouchant de chaque côté sur le vide. A l'époque de Charles le Téméraire un donjon de trois étages surmonté de cinq créneaux fut construit (c'est la tour qui figure dans les armes de la ville d'Ornans).

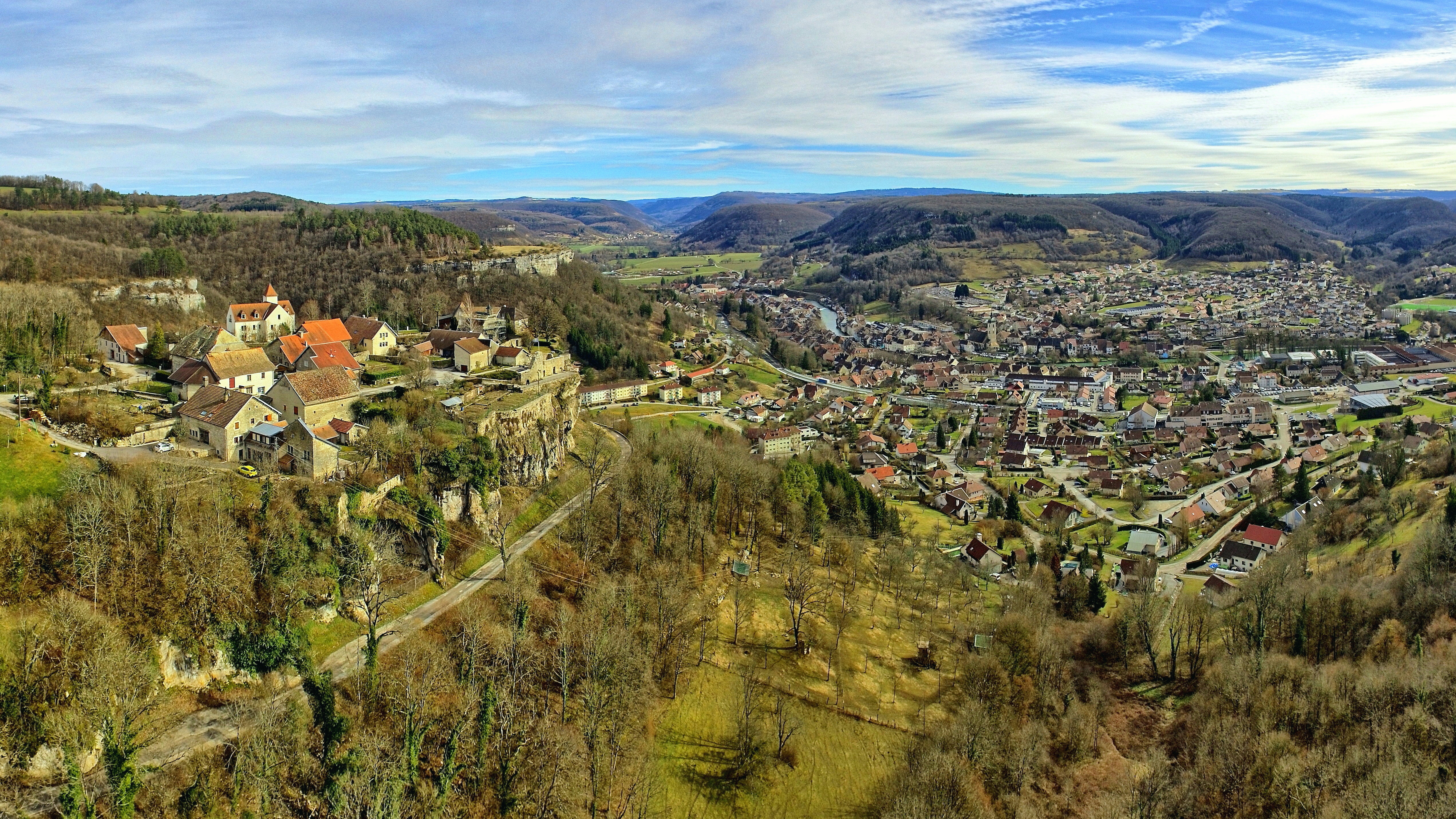
Le hameau du château d'Ornans au dessus de la vallée de la Loue.

## Histoire
En 1237, Hugues de Chalon et sa femme Alice de Méranie reçoivent de Jean de Chalon le château d'Ornans, où selon la tradition serait né leur fils Othon IV. En 1295, Othon IV vendit le château au comte de Bourgogne ce qui provoqua la guerre avec les barons comtois conduits par Jean de Chalon Arlay. Le château fut alors saccagé et détruit en 1300. Un accord fut trouvé entre le roi de France et les barons comtois qui furent obligés de reconstruire le château l'année suivante. En 1475 l'enceinte du château fut renforcée par Charles le Téméraire au moment de la guerre contre les Suisses. En 1622, le mathématicien Pierre Vernier  devient capitaine du château pour le compte du roi d'Espagne; c’est sur ce site qu’il réalisa son « Quadrant nouveau » dont une application devint le célèbre vernier du pied à coulisse. Vers 1650, une demi-lune est construite pour défendre les abords de la grande porte du château. Lors de la 1ère conquête de Louis XIV en 1668, le château fort capitule sans combattre. Le 5 mai 1674 le château est complètement rasé par le Maréchal de Luxembourg.

## Description
Aujourd'hui, il ne reste que la Chapelle Saint-Georges, seul édifice épargné lors de la destruction du château par les troupes de Louis XIV, et les vestiges des murailles au-dessus des parois calcaire, de la base du donjon et de la demi-lune défensive au nord.

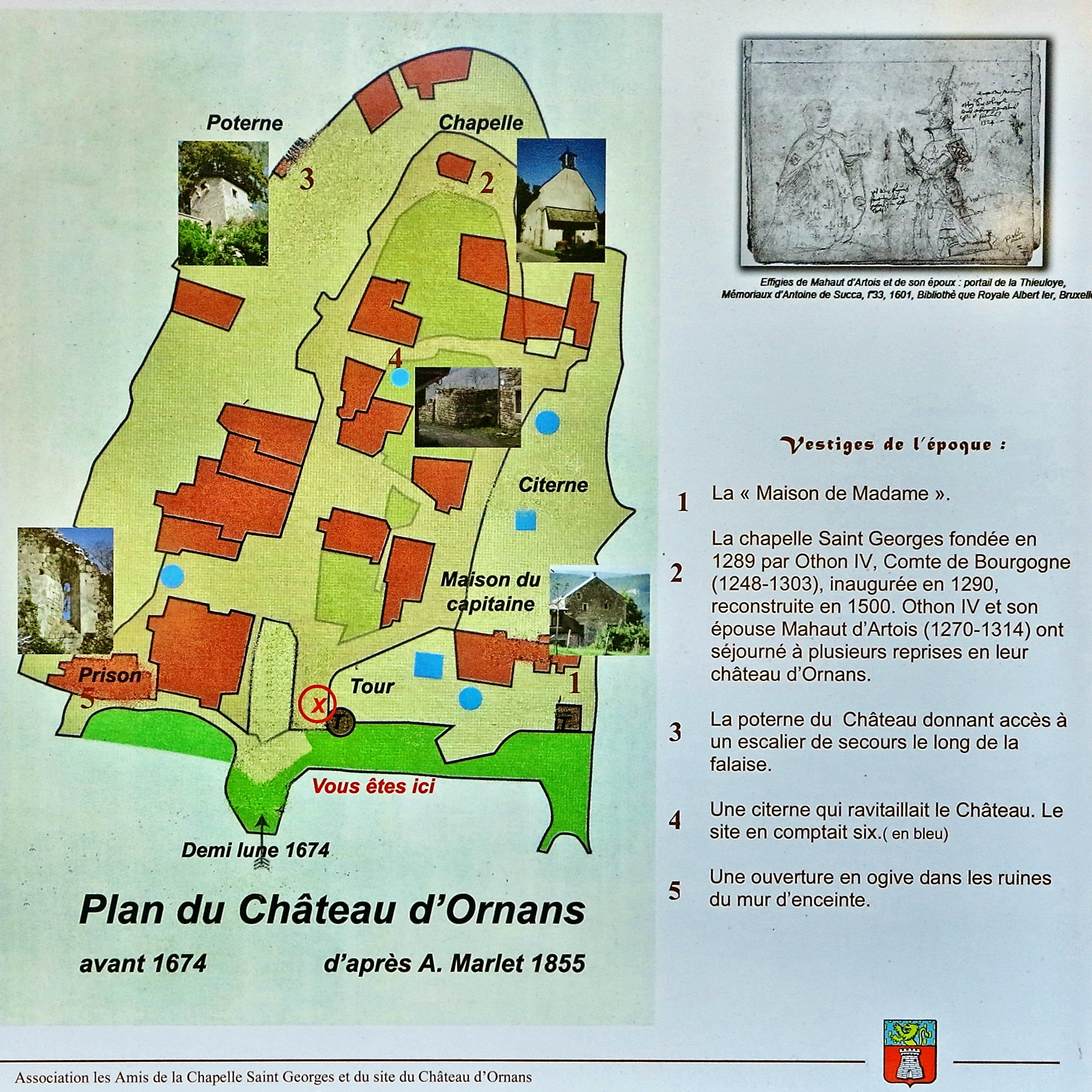
Plan du château avant 1674.
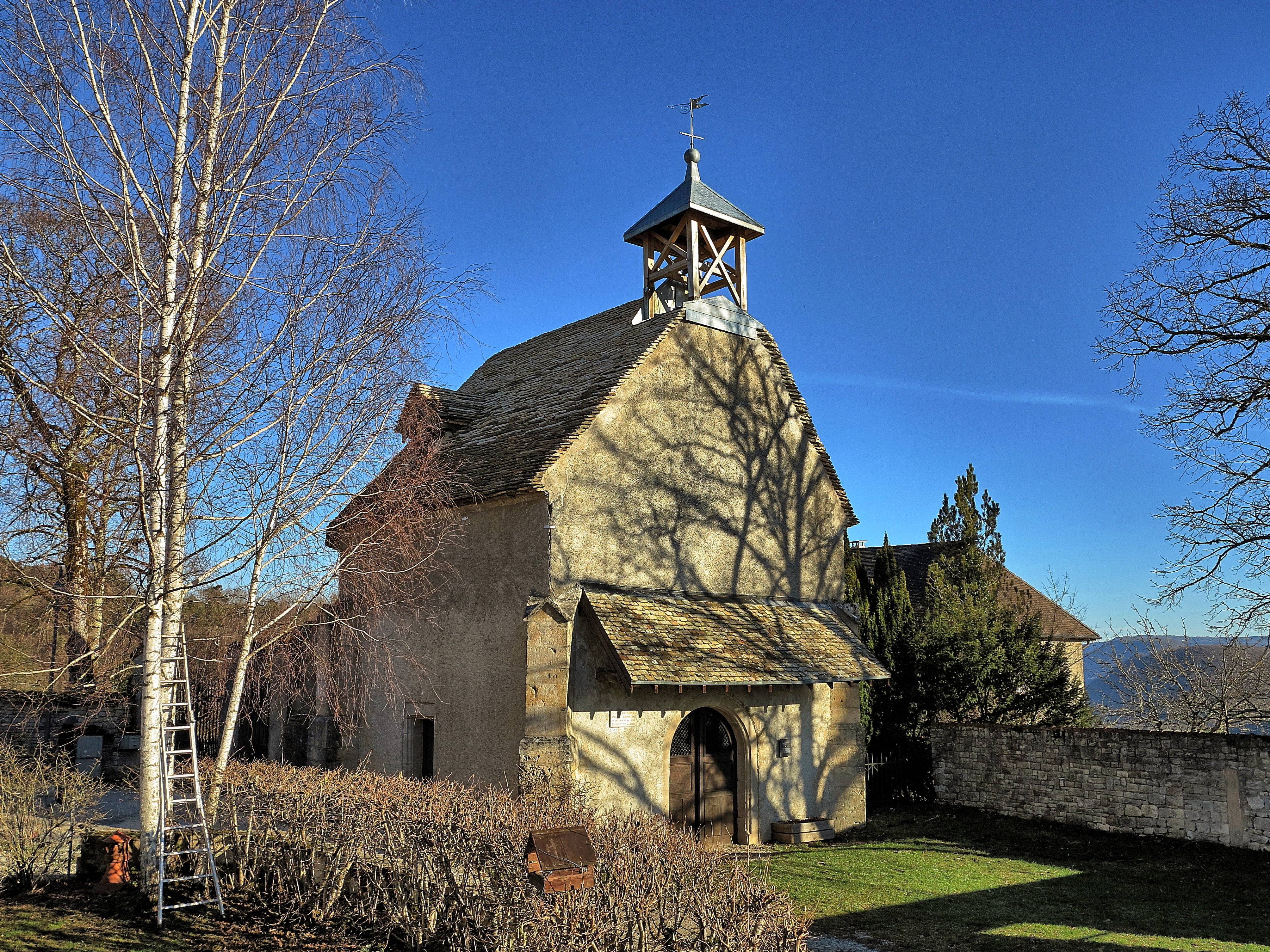
La chapelle saint-Georges.
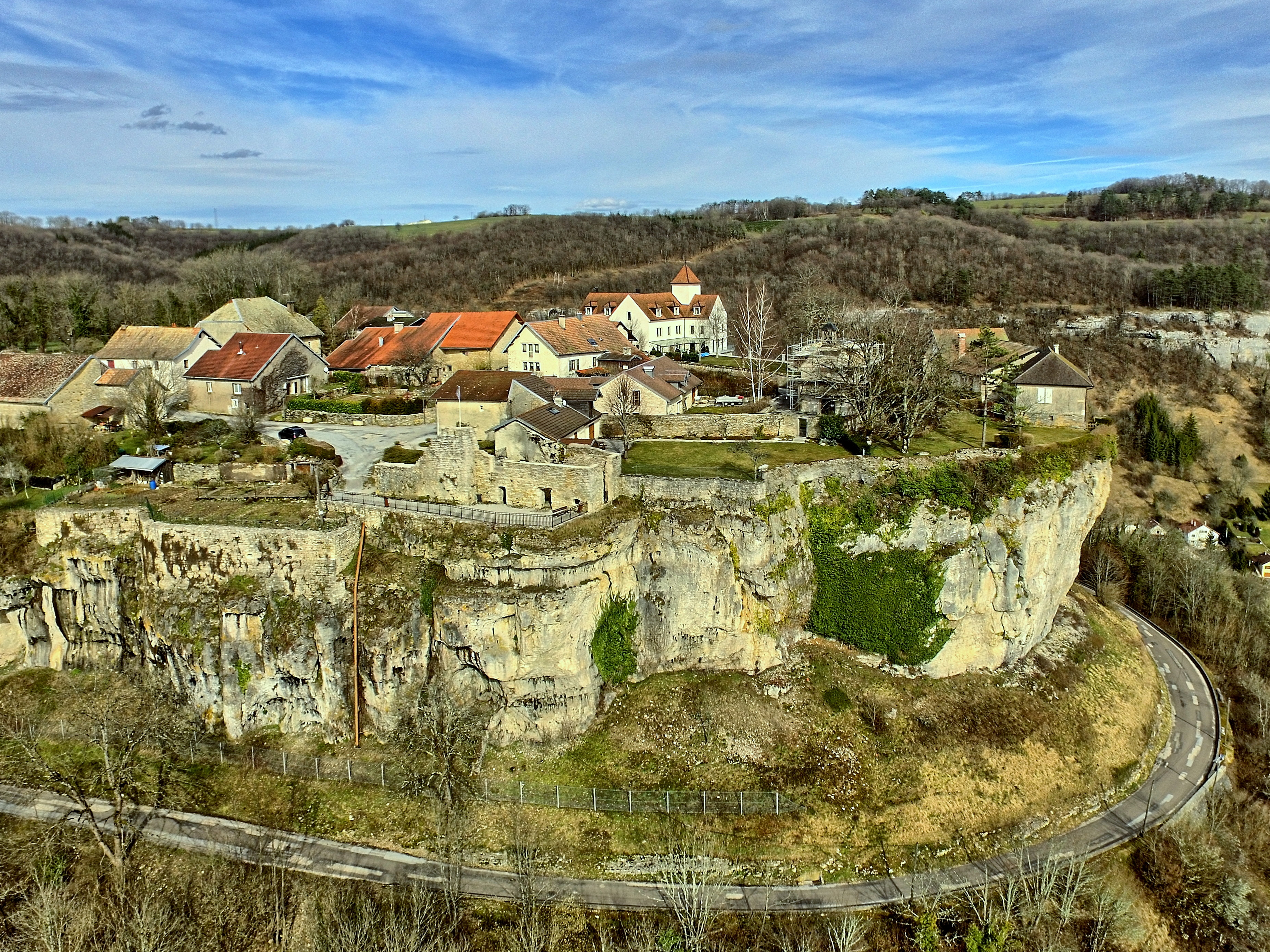
Les vestiges du château.
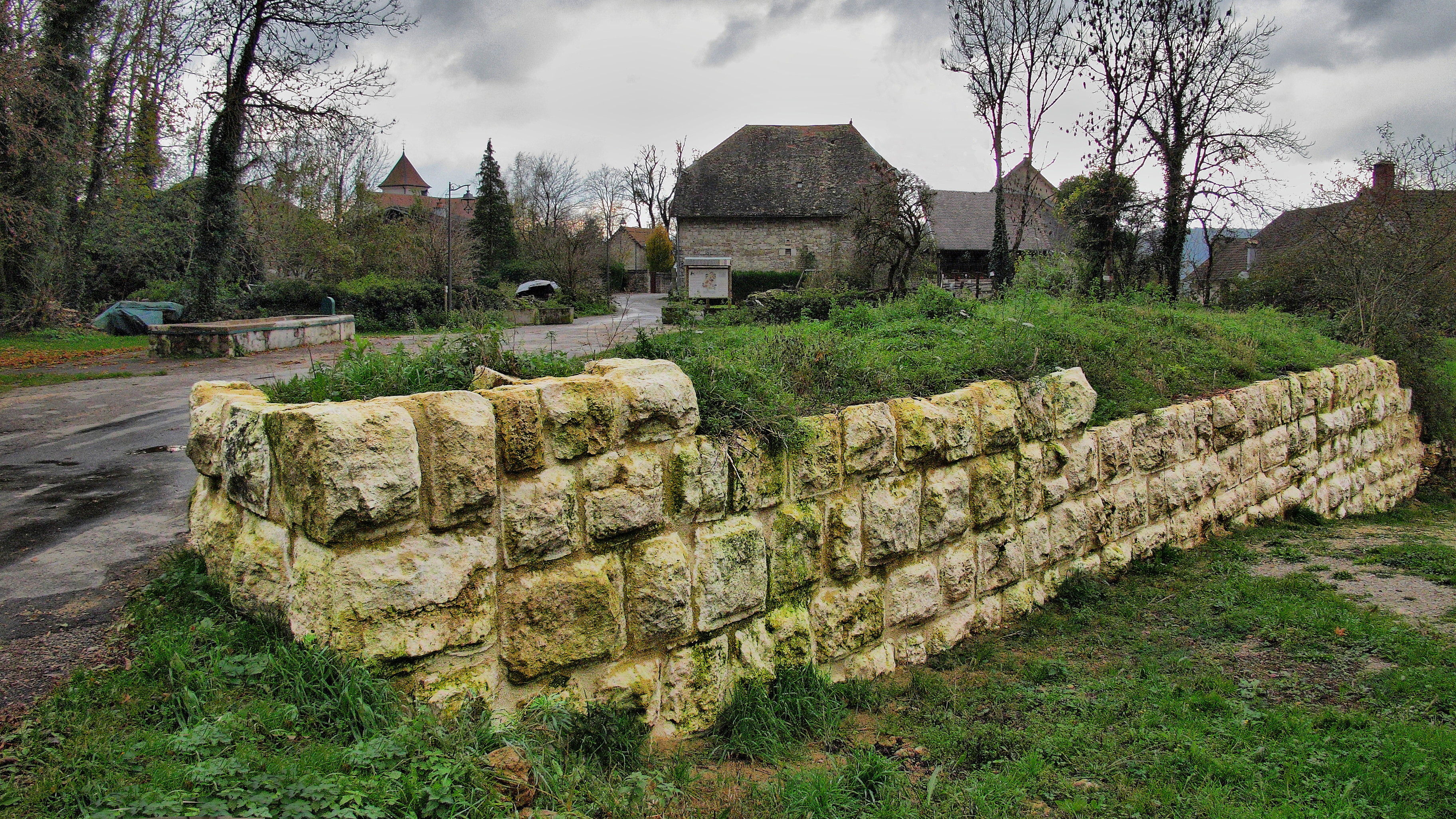
Demi-lune défensive du château.

## Évocation artistique

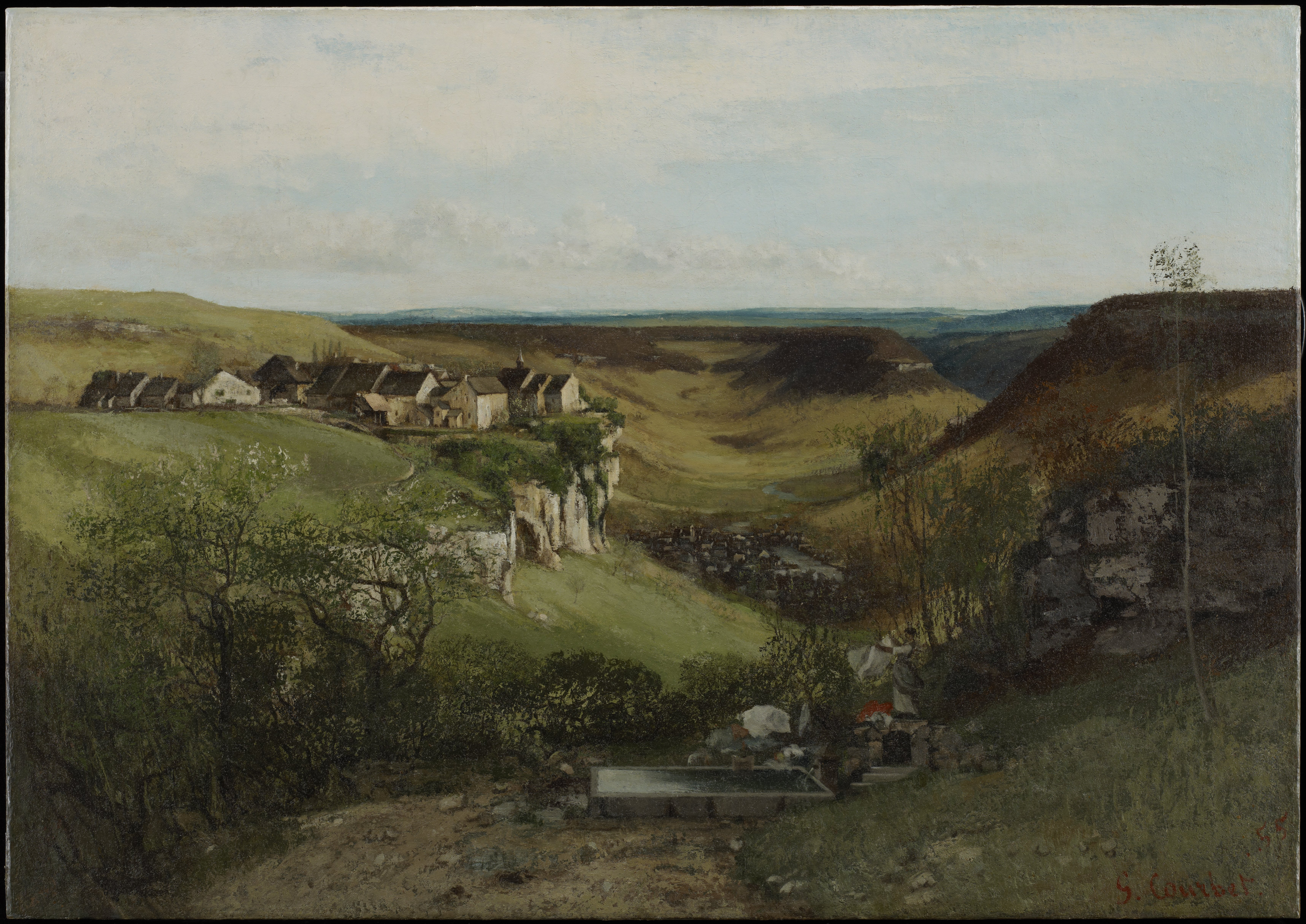
Le Château d'Ornans par Gustave Courbet.

Le château d'Ornans perché sur son promotoire dominant la ville d'Ornans dans la vallée de la Loue a servi de thème au peintre Gustave Courbet, natif de la région.
Dans son tableau, Le Château d'Ornans (1855) exposé au Minneapolis Institute of Art (Minnesota), Courbet met au premier plan le lavoir du château qu'il aurait appelé la "fontaine aux vipères" en référence aux commères qui y lavaient leur linge.